# Adenophlebia peringueyella
Adenophlebia peringueyella is een haft uit de familie Leptophlebiidae. De wetenschappelijke naam van de soort is voor het eerst geldig gepubliceerd in 1924 door Lestage.
De soort komt voor in het Afrotropisch gebied.